# Hongqi H6
Hongqi H6 és un liftback de mida mitjana produït pel fabricant d'automòbils xinès Hongqi. Té un disseny de carrosseria de doble to i un perfil coupe.

## Overview

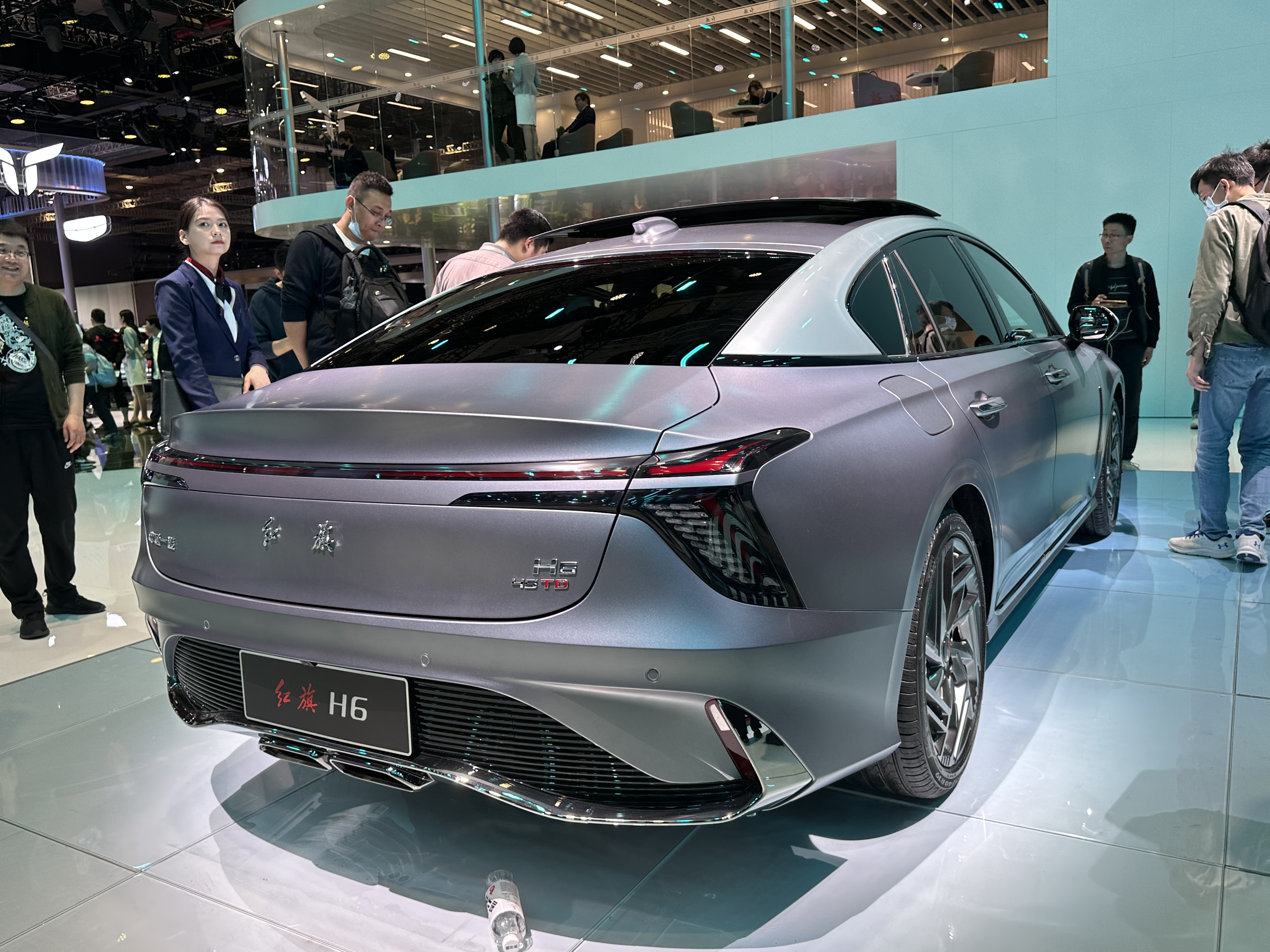
Hongqi H6 rear

L'H6 té tracció davantera i està propulsat per un motor turbo de 2,0 litres amb dues variants de potència disponibles: la versió de baixa potència produeix 165 kW i un parell màxim de 340 Nm, que li permet accelerar de 0 a 100 km/h. en 7,8 segons. La versió d'alta potència ofereix 185 kW i un parell màxim de 380 Nm, la qual cosa li permet aconseguir una acceleració de 0 a 100 km/h en 6,8 segons. Ambdues versions estan aparellades amb una transmissió automàtica Aisin de 8 velocitats.
L'H6 té un sistema de suspensió Control d'amortiment continu (CDC), que permet al vehicle llegir contínuament múltiples paràmetres dinàmics a intervals de 2 mil·lisegons per ajustar la fermesa dels amortidors en temps real per millorar la conducció. confort i proporcionar suport corporal durant les corbes contínues i d'alta velocitat, millorant encara més l'estabilitat.
L'interior té adorns de fibra de carboni i inclou un quadre d'instruments LCD de 12,3 polzades. També està equipat amb paletes de canvi i un head-up display (HUD).